# Българи във Франция
Българите във Франция са около 30 000 души.

## История
Смята се, че отделни групи българи се заселват в територията на съвременна Франция в периода на Великото преселение на народите (5 – 6 век). През 12 – 13 век във Франция пристигат български еретици, разпространявайки идеите на богомилството, което дава голяма част от богословската основа на катарството. Катарите или албигойците са известни още като бурги, което показва българския произход на течението.
Едва в средата на 19 век се засилват контактите между Франция и българските земи. Франция е притегателен център за български студенти в чужбина още преди Освобождението на България през 1878 г. Българският общественик Никола Пиколо прекарва годините от 1840 г. до смъртта си през 1865 г. в Париж. Петър Берон, друг български просветител, също живее в Париж през 50-те и 60-те години на XIX век.
След 1879 г. Франция е предпочитано място за българите които следват висше образование в чужбина, предимно в областта на фармацията и медицината. През 1926 – 1927 г. например от 1247 български студенти в чужбина, 537 са във Франция (172 от тях следват медицина). Германия заема мястото на Франция през 1930-те години по отношение на висшето образование.
Въпреки голямото разстояние между Франция и Балканите има сведения за български градинари около Мец още през 1870 г. Градинарите са водещата сила на българската икономическа емиграция. През 1930 г. във Франция има 326 български градинари. Смята се, че през 1945 г. цялата българска общност във Франция наброява около 1000 – 2000 души.
Историкът Йордан Колев изчислява броя на постоянно живеещите българи във Франция към 2000 г. на 9500 души. Според същия учен друга група от над 20 000 българи временно пребивават, учат и работят във Франция.

## Организации
В сайта на ДАБЧ на България се посочва, че във Франция има 34 действащи организации на българите – 14 дружества, 1 печатна медия, 2 електронни медии, 2 културни формации, 7 учебни заведения, 3 църковни общини, 2 фолклорни състава и 2 младежки организации.
|                                                                                    | Вид                  | Адрес                     | Седалище или местонахождение | Година на основаване | Година на закриване | Уебсайт или блог                                                        |
| ---------------------------------------------------------------------------------- | -------------------- | ------------------------- | ---------------------------- | -------------------- | ------------------- | ----------------------------------------------------------------------- |
| Алианс Франция–България                                                            | дружество            |                           | Париж                        | 1993                 |                     | alliancefb.org                                                          |
| Алианс Франция–България Елзас                                                      | дружество            |                           | Страсбург                    | 2001                 |                     |                                                                         |
| Асоциация за взаимопомощ Франция–България                                          | дружество            |                           |                              |                      |                     |                                                                         |
| Асоциация Франция–България–Големият Запад                                          | дружество            |                           | Бургбар                      | 2004                 |                     |                                                                         |
| Асоциация Френско–български обмен                                                  | дружество            |                           | Тулуза                       | 1998                 |                     |                                                                         |
| Асоциация „България–Франция“                                                       | дружество            |                           | Париж                        | 2001                 |                     | bulgaria-france.net Архив на оригинала от 2017-06-05 в Wayback Machine. |
| Асоциация „Мисия България“                                                         | дружество            |                           |                              | 2005                 |                     | missionbulgarie.org Архив на оригинала от 2017-05-27 в Wayback Machine. |
| Асоциация „Прованс–България“                                                       | дружество            |                           | Екс ан Прованс               | 2000                 |                     | france-bulgarie.org                                                     |
| Асоциация „Рон-Алпи–България“                                                      | дружество            |                           | Лион                         | 2007                 |                     |                                                                         |
| Асоциация „Сердика–България“                                                       | дружество            |                           | Марсилия                     | 2001                 |                     |                                                                         |
| Асоциация „Силви Вартан за България“                                               | дружество            |                           | Париж                        | 1993                 |                     |                                                                         |
| Асоциация „Френско-българска солидарност“                                          | дружество            |                           | Ляни                         | 2001                 |                     |                                                                         |
| НПО Френско–Български Форум                                                        | дружество            |                           | Тулуза                       | 2008                 |                     | bg.asso.free.fr                                                         |
| Приятели в медицината „Франция–България“                                           | дружество            |                           |                              |                      |                     |                                                                         |
| Списание „Revue Periodique“                                                        | печатна медия        |                           |                              |                      |                     |                                                                         |
| Електронно списание „BULGARIЯ“                                                     | електронна медия     |                           |                              |                      |                     | missionbulgarie.fr Архив на оригинала от 2017-07-09 в Wayback Machine.  |
| Информационен сайт „Парижки вести“                                                 | електронна медия     |                           | Париж                        | 2003                 |                     |                                                                         |
| Асоциация Европа Култура Обмен–Париж                                               | културна формация    |                           | Париж                        | 2014                 |                     |                                                                         |
| Театрално ателие „Патиланци“                                                       | културна формация    |                           |                              |                      |                     |                                                                         |
| Българско училище „Васил Левски“                                                   | учебно заведение     | 39 boul. de la République | Париж                        | 2006                 |                     |                                                                         |
| Българско училище                                                                  | учебно заведение     |                           | Тулуза                       | 2010                 |                     |                                                                         |
| Българско училище за всички „Паисий Хилендарски“                                   | учебно заведение     | 10 rue de Madagascar      | Париж                        | 2014                 |                     |                                                                         |
| Българско училище „Иван Вазов“                                                     | учебно заведение     |                           | Лион                         | 2009                 |                     |                                                                         |
| Българско училище „Христо Ботев“                                                   | учебно заведение     |                           | Страсбург                    | 2009                 |                     |                                                                         |
| Институт за изследвания в областта на културата, науката и технологиите в България | учебно заведение     |                           | Париж                        | 1993                 |                     |                                                                         |
| Училище „Кирил и Методий“                                                          | учебно заведение     |                           | Париж                        | 2006                 |                     |                                                                         |
| Българска православна църковна община „Св. Патриарх Евтимий Търновски“             | църковна община      | 16, rue Balard, app. 183  | Париж                        | 1981                 |                     |                                                                         |
| Българска православна църковна община „Св. св. Кирил и Методий“                    | църковна община      |                           | Страсбург                    |                      |                     |                                                                         |
| Българска православна църковна община „Св. Софроний Врачански“                     | църковна община      |                           | Лион                         |                      |                     |                                                                         |
| Танцов състав „Зора“                                                               | фолклорен състав     |                           | Париж                        |                      |                     |                                                                         |
| Формация Samodivas–Bulgarian Gospel                                                | фолклорен състав     |                           | Париж                        |                      |                     |                                                                         |
| Асоциация на българските студенти в Лил                                            | младежка организация |                           | Лил                          | 2007                 |                     |                                                                         |
| Асоциация на българските студенти във Франция                                      | младежка организация |                           | Париж                        | 1998                 |                     | assobg.org                                                              |